# Gabriele Bockisch
Gabriele Bockisch (* 10. Januar 1936 in Berlin; † 3. September 2012 in Rostock) war eine deutsche Althistorikerin.

## Leben und Karriere
Gabriele Bockisch begann nach ihrem Abitur 1954 in Berlin mit dem Studium der Allgemeinen Geschichte an der Humboldt-Universität zu Berlin. 1956 wechselte sie an die Karl-Marx-Universität Leipzig, wo sie Alte Geschichte, Klassische Archäologie und Altphilologie studierte. 1958 machte Bockisch ihre Universitätsabschlussprüfung (Staatsexamen) in zwei Hauptfächern, Allgemeine Geschichte mit dem Schwerpunkt Alte Geschichte und Klassische Archäologie, 1960 nach postgradualem Studium an der Humboldt-Universität eine Universitätsabschlussprüfung auf dem Gebiet der Klassischen Philologie in den Fächern Gräzistik und Latinistik. 
Seit 1958 arbeitete Bockisch als wissenschaftliche Assistentin am Institut für griechisch-römische Altertumskunde (seit 1969 Teil des Zentralinstituts für Alte Geschichte und Archäologie/ZIAGA) bei der Deutschen Akademie der Wissenschaften zu Berlin. 1965 erfolgte ihre Promotion zum Dr. phil., wiederum an der Humboldt-Universität zum Thema Harmostaí. Lakedaimon und die hellenischen Poleis vom Peloponnesischen Krieg bis zum Königsfrieden, Gutachter waren Elisabeth Charlotte Welskopf und Johannes Irmscher. Ein Rigorosum auf dem Gebiet der Altorientalischen Archäologie wurde als Nebenfachprüfung anerkannt. Zur Oberassistentin wurde Bockisch 1967 nach Vortrag und Kolloquium zum Thema Die sogenannte Verfassung des Lykurg ernannt. 1968 folgte die Habilitation zum Thema Die Karer und ihre Dynasten. Gutachter waren erneut Elisabeth Charlotte Welskopf und Johannes Irmscher sowie Robert Heidenreich. Damit hatte sie die Fakultas für das Fach Allgemeine Geschichte mit besonderer Berücksichtigung der Alten Geschichte erworben. Anschließend wurde Bockisch wissenschaftliche Mitarbeiterin am ZIAGA, das mittlerweile zur Akademie der Wissenschaften der DDR gehörte.
Die Drucklegung der Habilitationsschrift in einer Akademie-Reihe wurde von Elisabeth Welskopf mit der Begründung „mangelnde marxistische Theorie“ abgelehnt. Ihre Bewerbungen an der Sektion Geschichte der Humboldt-Universität um eine freie Planstelle auf dem Gebiet der Alten Geschichte wurden 1970 und 1982 nicht berücksichtigt, weil sie sich weigerte, in die SED einzutreten. 1971 bis 1982 lehrte Bockisch auf Honorarbasis an der Humboldt-Universität in den Lehrbereichen Alte Geschichte und Klassische Philologie. Im September 1987 wurde sie in Nachfolge von Wolfgang Hering an die Wilhelm-Pieck-Universität Rostock als Hochschuldozentin für Klassische Philologie berufen. 
Nach der Wiedereröffnung des Instituts für Altertumswissenschaften 1991 gab sie althistorische Lehrveranstaltungen sowie Graecum- und Latinumkurse. 1992 wurde sie HRG-Professorin, jedoch nicht verwaltungsrechtlich übernommen. 1993 war Gabriele Bockisch Mitglied der Lehrplankommission beim Kultusministerium des Landes Mecklenburg-Vorpommern. Seit 1993/94 lehrte sie als wissenschaftliche Mitarbeiterin im Lehrbereich Alte Geschichte der Universität Rostock.
1960 bis 1968 nahm Bockisch im Rahmen des ZIAGA an den Grabungskampagnen im Nordbulgarischen Limeskastell Iatrus teil. Eine weitere Aufgabe im Rahmen des ZIAGA war die Arbeit als wissenschaftliche Sekretärin  der Zeitschrift Klio von 1958 bis 1970. 1970 wurde sie sogar zur wissenschaftlichen Arbeitsleiterin – der verantwortlichen Redakteurin (Chefredaktion) – der Klio. Seit 1969 war damit auch eine Dienstverpflichtung verbunden, neben der Herausgabe der Klio auch in sogenannten „Großprojekten“ mitzuarbeiten. Forschungsschwerpunkte ihrer wissenschaftlichen Tätigkeit sind die Verfassung Spartas (Lycurgica), das antike Karien und die lakonische Helena. Besonders auffällig an Gabriele Bockisch war ihre Vielseitigkeit. Sie lehrte gleichermaßen in den Bereichen Alte Geschichte und Klassische Philologie – hier sowohl Altgriechisch wie auch Latein –, war archäologisch tätig und war auch in Nachbardisziplinen bewandert. Ihre Karischen Studien wurden von der Gerda Henkel Stiftung gefördert.

## Schriften
- Abram B. Ranowitsch. Aufsätze zur Alten Geschichte (Hrsg.), Akademie-Verlag, Berlin 1961 (Lebendiges Altertum, Bd. 4)
- Die Karer und ihre Dynasten. In: Kilo 51, 1969, S. 117–175.
- Cornelius Nepos. Attische Staatsmänner aus römischer Sicht – Themistokles, Alkibiades, Thrasybul (mit Joachim Klowski), Buchner, Bamberg 2006 (Auxilia, Bd. 56) ISBN 978-3-7661-5456-9